# José de Souza Teixeira
José de Souza Teixeira (São Paulo, Brasil, 25 de septiembre de 1935-ibídem, 13 de abril de 2018), más conocido como José Teixeira, fue un entrenador de fútbol y escritor brasileño.
Llegó al fútbol profesional en la faseta de preparador físico pasando por varios clubes e incluso la selección nacional en todas sus categorías durante casi una década. Comenzó a ser reconocido en su paso por el Corintihans en donde dirigió en más de 100 encuentros.
Gracias a su amistad con el colombiano Jorge Luis Pinto, a quien había conocido cuando este estudiaba en Brasil, llega junto a Valdomiro Vaz Franco y Mario de Queiroz en 1980 al Millonarios FC de Bogotá. Dirige en 108 oportunidades entre 1980 y 1981. Después de ello dirigiera por varios clubes de medio oriente y el ascenso brasileño.
Teixeira, estando en dirección técnica de las categorías juveniles de Brasil descubrió a jugadores como: Paulo Nunes, Antônio Bento dos Santos, Roberto de Assis Moreira (hermano de Ronaldinho), Sonny Anderson entre otros. Mientras que asistiendo a Cláudio Coutinho en la categoría de mayores llegó a compartir con jugadores como: Zico, Sócrates, Toninho, Paulo Falcão entre otros.
Como escritor público dos libros: "A historyia de um tabu que durou 22 anos" en 2005 y " "50 años por dentro del fútbol" en 2010.

## Clubes
| Club                               | País                   | Año       | Cargo             |
| ---------------------------------- | ---------------------- | --------- | ----------------- |
| São Paulo                          | Brasil                 | 1959-1964 | Preparador físico |
| Barretos Esporte Clube             | Brasil                 | 1964      | Entrenador        |
| Divisiones menores del Corinthians | Brasil                 | 1965-1971 | Preparador físico |
| Noroeste                           | Brasil                 | 1971      | Entrenador        |
| Selección Sub-20                   | Brasil                 | 1973-1974 | Entrenador        |
| Corinthians                        | Brasil                 | 1978-1979 | Entrenador        |
| Selección de Mayores               | Brasil                 | 1979      | Asistente técnico |
| Millonarios                        | Colombia               | 1980-1981 | Entrenador        |
| Guaraní                            | Brasil                 | 1982      | Entrenador        |
| Al-Nassr                           | Arabia Saudita         | 1982-1983 | Entrenador        |
| Al-Shabab Al-Arabi                 | Emiratos Árabes Unidos | 1983      | Entrenador        |
| Al-Shabab Club                     | Arabia Saudita         | 1984-1986 | Asistente técnico |
| Universitario                      | Perú                   | 1986      | Entrenador        |
| Selección Sub-17                   | Brasil                 | 1987-1988 | Entrenador        |
| Ituano                             | Brasil                 | 1989-1990 | Entrenador        |
| Inter de Limeria                   | Brasil                 | 1990      | Entrenador        |
| Novorizontino                      | Brasil                 | 1991      | Entrenador        |
| Tokyo Gas                          | Japón                  | 1992      | Ascesor           |
| Coritiba                           | Brasil                 | 1993      | Entrenador        |
| Novorizontino                      | Brasil                 | 1994-1996 | Entrenador        |
| Santos                             | Brasil                 | 1996      | Entrenador        |
| Bragantino                         | Brasil                 | 1997      | Entrenador        |